# Palabra

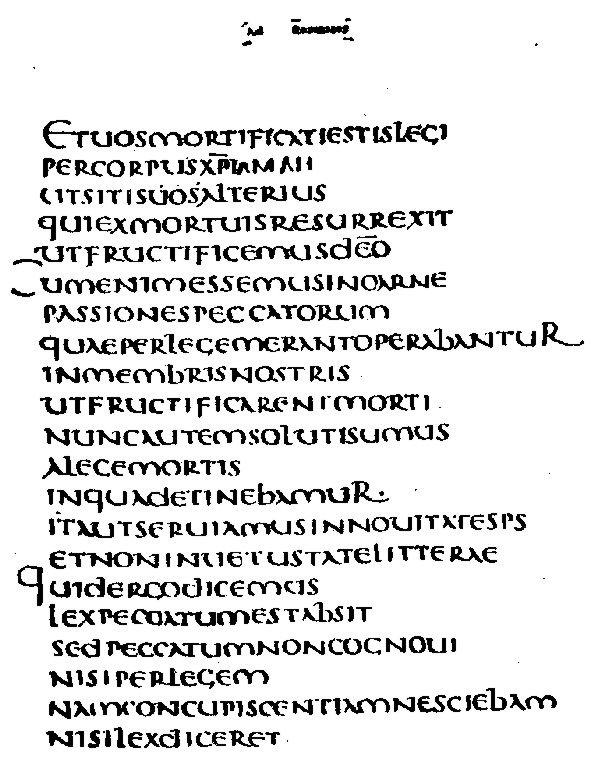
Códice escrito en latín con caracteres irlandeses.

Una palabra (del latín parabŏla) es una unidad básica del lenguaje humano que tiene significado, puede usarse por sí sola, y no puede dividirse sin perder su significado. Los hablantes normalmente tienen una intuición clara de lo que es una palabra, sin embargo definirla de manera teórica precisa es mucho más difícil, y se han propuesto distintos criterios. En gramática tradicional, una palabra con frecuencia se define simplemente como una unidad de significado que se separa de las demás mediante pausas potenciales en el habla y blancos en la escritura. 
En lingüística teórica, determinar qué constituye fonéticamente o morfosintácticamente una palabra es un problema abierto; así, por ejemplo, junto a los morfemas ligados y las palabras léxicas existen los clíticos cuyo estatus de palabra es discutido. En la cadena hablada ordinariamente no existen pausas, y la prosodia es un factor clave para que el oyente perciba la segmentación de palabras de cada frase.
La rama de la lingüística que estudia la composición y estructura interna de las palabras es la morfología. La palabra puede dividirse en una o varias unidades menores, los morfemas, que son unidades lingüísticas más pequeñas con significado, pero que no pueden usarse por separado, salvo cuando coinciden con una palabra completa. De la misma manera, los morfemas se pueden dividir en otras unidades aún menores, como los fonemas, pero que no tienen significado.
En el habla y en la escritura se combinan unas palabras con otras, formando unidades mayores y complejas denominadas grupos sintácticos, tales como los sintagmas, pero aún se puede ampliar más, alcanzando las oraciones y el discurso.

## Perspectivas de estudio
La palabra puede ser estudiada desde distintos enfoques:
- Criterio fonológico: Segmento limitado por junturas morfológicas, pausas que constituyen el núcleo posible de un grupo acentual. En muchos idiomas la palabra presenta patrones tonales o acentuales específicos, que facilitan a los hablantes el reconocimiento de las palabras.
- Criterio formal o morfológico: Mínima forma libre, caracterizada por la posibilidad de aparecer libremente en cualquier posición de la cadena hablada. Nótese que de acuerdo con este criterio los clíticos no constituirían palabras morfológicas.
- Criterio funcional: Unidad dotada de una función, aunque hay unidades mayores y menores que la palabra. Para muchos lingüistas la posibilidad de un determinado morfema de ser un constituyente sintáctico lo convierte en una palabra, si bien este criterio dependerá del número de sintagmas funcionales que se considere.
- Criterio semántico: Asociación de un sentido dado y un conjunto de sonidos dado dentro de una función gramatical. Este criterio permite identificar términos con sentido referencial como verbos, adjetivos, nombres y más difícilmente elementos de otras categorías funcionales.

## Clases de palabras
Las palabras poseen rasgos que permiten clasificarlas en diferentes grupos, llamados categorías gramaticales o clases de palabras, tales como los sustantivos, adjetivos, pronombres, determinantes, verbos, adverbios, preposiciones, posposiciones, partículas, clasificadores, conjunciones o interjecciones.
Las palabras también pueden clasificarse según criterios morfosintácticos (categoría sintáctica y tipo de flexión), fonológicos (acentuación, número de sílabas) o funcionales. 

### Clasificaciones morfosintácticas

#### Según su categoría gramatical
Típicamente los adjetivos, sustantivos, verbos y adverbios pertenecen a la categoría léxica; los demás tipos de palabras pertenecen a la categoría funcional.

##### Clases de palabras variables
En el caso de las lenguas flexivas, las palabras variables son aquellas que pueden variar en su flexión (género, número, tiempo, etc.); suelen ser de este tipo los sustantivos, los adjetivos, los pronombres, los determinantes y los verbos. También existen palabras que pertenecen a estas clases y no flexionan o solo lo hacen en parte, como por ejemplo en español el sustantivo crisis, el adjetivo feliz (invariable para el género), el pronombre nadie y el determinante mi.
- Adjetivo, que se refiere a propiedades, estados de una entidad o a características que permiten asignarlo dentro de una determinada categoría semántica. En algunas lenguas la mayoría de adjetivos son verbos estativos.
- Sustantivo o nombre es una categoría léxica que tiene como referente una entidad o elementos de un conjunto de entidades, ya sean abstractas o concretas.
- Verbo designan relaciones entre las entidades, así como estados, procesos o sucesos.
- Pronombre es elemento sin referente fijo. Sintácticamente debe distinguirse propiamente entre pronombres auténticos y anáforas, ambos se encuentran en distribución complementaria.
- Determinante, que marca alguna propiedad gramatical de un referente (usualmente un nombre), como la posición respecto al hablante, si ha sido referido previamente, o incluso si es indefinido, al cantidad (para el caso del plural), etc.

##### Clases de palabras invariables
En el caso de las lenguas flexivas, las palabras invariables no llevan morfemas flexivos, incluyendo los adverbios, las preposiciones, las posposiciones, las partículas, las conjunciones y las interjecciones.
- Adverbio es modificador de elementos predicativos como el verbo o el adjetivo.
- Preposición usualmente introduce adjuntos sintácticos, aunque en casos como el complemento directo de persona en español, o el complemento de régimen marca argumentos sintácticos.
- Conjunción es un nexo sintáctico que tiene funciones semánticas y pragmáticas.
- Interjección no cumple una función propiamente gramatical sino más bien de orden pragmático.

### Clasificaciones fonológicas

#### Según su acentuación
En ciertas lenguas con acento de intensidad fonológico, la posición del acento de intensidad no está fijado siempre en la misma sílaba; dichas lenguas se denominan lenguas de acento libre. En lenguas de acento libre como el español puede hacerse la siguiente clasificación:
- Las palabras agudas, llamadas también oxítonas, son aquellas cuyo acento prosódico recae en la última sílaba de la palabra. Por ejemplo: salchichón, café, conocí.
- Las palabras llanas o graves, llamadas también paroxítonas, son aquellas en las que el acento recae en la penúltima sílaba. Por ejemplo: camilla, árbol, María.
- Las palabras esdrújulas, llamadas también proparoxítonas, son aquellas en las que recae el acento en la antepenúltima sílaba. Por ejemplo: esdrújula.
- Las palabras sobreesdrújulas, llamadas también preproparoxítonas, son aquellas con acento en cualquier sílaba anterior a la antepenúltima. Por ejemplo: rómpeselo, préstamelo.

Fonológicamente el acento ayuda a segmentar la cadena hablada en grupos fónicos o en palabras. En lenguas de acento en posición fija como el francés donde el acento cae al final de cada sintagma, la identificación de la posición del acento permite segmentar en palabras (exceptuando las palabras clíticas).

#### Según su número de sílabas
En castellano el concepto de sílaba no es problemático y puede hacerse recurriendo a criterios estrictamente fonológicos: la posición de las vocales determina qué otros fonemas son inicio de sílaba (ataque silábico) o final de sílaba (coda silábica). En español son frecuentes las palabras de entre 1 y 4 sílabas, siendo bastante menos frecuentes palabras de 5 o más sílabas. Muchas de las palabras de 5 o más sílabas de hecho son palabras que involucran composición de diferentes lexemas o raíces cultas. De acuerdo con el número de sílabas la palabra se pueden clasificar en:
- Palabra monosílaba: aquella palabra con una sola sílaba. Por ejemplo: sol, buey.
- Palabra bisílaba: aquella palabra con dos sílabas. Por ejemplo: nube, bolso.
- Palabra trisílaba: aquella palabra con tres sílabas. Por ejemplo: huracán, teclado.
- Palabra tetrasílaba: aquella palabra con cuatro sílabas. Por ejemplo: catálogo, escopeta.
- Palabra pentasílaba: aquella palabra con cinco sílabas. Por ejemplo: oficialidad.
- Palabra hexasílabas: aquella palabra con seis sílabas. Por ejemplo: responsabilidad.
- Palabra heptasílabas: aquella palabra con siete sílabas. Por ejemplo: piripitiflaútica.
- Palabra octosílabas: aquella palabra con ocho sílabas. Por ejemplo: epigramáticamente.
- Palabra eneasílabas: aquella palabra con nueve sílabas. Por ejemplo: otorrinolaringólogo.
- Palabra decasílabas: aquella palabra con diez sílabas. Por ejemplo: electroencefalografista.
- Palabra dodecasílabas: aquella palabra con doce sílabas. Por ejemplo: Electroencefalográficamente.

Aunque en español y muchos otros idiomas el concepto de «sílaba» no es problemático, en otras lenguas el susodicho concepto es mucho más problemático y no existe acuerdo entre los especialistas sobre cómo construir segmentaciones en sílabas. Un ejemplo muy claro son por ejemplo las lenguas salish, que admiten grupos conosonánticos de enorme complejidad, entre los cuales no hay ninguna vocal o sonorante que permita establecer núcleos silábicos claros. El análisis convencional de las sílabas presenta algunas dificultades en varias de estas lenguas. Algunos ejemplos de palabras largas en estas lenguas son:
sčkʷkʼkʷƛus.tn 'ojos pequeños' (spokane, salish de Montana)
xłp̓x̣ʷłtłpłłskʷc̓ [xɬpʼχʷɬtʰɬpʰɬːskʷʰts͡ʼ] 'ha tenido en su poder una planta de cornejo (Cornus canadensis)' (bella coola)
Newman (1947) sugirió que el bella coola carecía de sílabas, aunque Hoard (1978) hace un análisis diferente y sostiene que cualquier consonante puede ser núcleo silábico en esa lengua (en esa interpretación las reglas de silabificación son muy ambiguas).

## Morfología y componentes de la palabra
Los componentes inmediatos de la palabra son los morfemas, que son las unidades con significado más pequeñas que con ellas se forman las palabras y representan las unidades gramaticales mínimas. El nivel superior es el de los monemas, y el inferior a su vez se divide en fonemas.

### Clases de morfemas
- Raíz: La raíz es la parte fundamental de una palabra, tiene significado léxico definido por conceptos y entidades tanto reales como imaginarias que se recogen en el diccionario, que explica a qué se refieren dichas raíces. En ocasiones la raíz constituye la palabra entera, pero en otras aparece algún morfema más.

Las palabras que a partir de las cuales se crean otras se denominan bases léxicas. Raíz no es lo mismo que base léxica. Por ejemplo, en frutero, la raíz es frut- y la base léxica es fruta.
- Morfema flexivo: Los morfemas flexivos van situados al final de las palabras y permiten que las mismas se presenten en sus distintas formas. Indican el género y el número en los sustantivos y en los pronombres, y en el caso de los adjetivos y los determinantes indican la concordancia.

En alumn-a-s, la a indica género femenino y la s indica número plural.
En el caso de los verbos, los morfemas flexivos indican tiempo, modo, aspecto, persona y número.
- Morfema derivativo: Los morfemas derivativos van unidos a raíces, y modifican su significado. Son los morfemas derivativos los que derivan las palabras. Según la posición de los morfemas derivativos se distinguen tres tipos de palabras:
  - Prefijos: Los prefijos se sitúan delante de la raíz.
  - Sufijos: Los sufijos se sitúan detrás de la raíz. Existen una clase de sufijos, los apreciativos, que expresan valoración y aprecio de una palabra. A su vez, los sufijos apreciativos se distinguen en tres tipos:
    - Diminutivos: Los sufijos apreciativos diminutivos expresan afecto o señalan un rasgo de tamaño pequeño.
    - Aumentativos: Los sufijos apreciativos aumentativos expresan una valoración negativa o señalan un rasgo de tamaño grande.
    - Despectivos: Los sufijos apreciativos despectivos expresan una valoración negativa.

  - Interfijos: Los interfijos son elementos de unión que no poseen ningún significado.

### Formación de palabras
Las palabras que forman parte de las categorías léxicas pueden combinarse entre sí para dar lugar a nuevas palabras, para ello las lenguas del mundo usan diversos procedimientos. Siguiendo su estructura, las palabras se pueden clasificar en diferentes tipos:
- La composición, probablemente el proceso más universal en el conjunto de idiomas del mundo.
- La derivación, disponible en las lenguas sintéticas.
- La parasíntesis es la combinación de ambos procesos.

En cambio las categorías funcionales se consideran clases cerradas que no resultan explícitamente ampliables mediante ningún proceso productivo de formación de palabra. Sin embargo, en la evolución histórica de una lengua el inventario de palabras funcionales varía porque se ganan o se pierden elementos, el proceso más importante de creación de nuevas palabras funcionales es la gramaticalización.

## Semántica léxica
La semántica léxica es el estudio de lo que denotan las palabras de una lengua natural. Las palabras pueden o bien denotar entidades físicas del mundo, o bien conceptos. Las unidades de significado en la semántica léxica se denominan unidades léxicas. Las lenguas naturales tienen la capacidad de añadir nuevas unidades léxicas a medida que surgen cambios históricos y nuevas realidades en las comunidades de hablantes que las usan.
La semántica léxica incluye teorías y propuestas de clasificación y análisis del significado de las palabras, las diferencias y similaridades en la organización del lexicón de los diversos idiomas y la relación entre el significado de las palabras y el significado de las oraciones y la sintaxis.
Una cuestión importante que explora la semántica léxica es si el significado de una unidad léxica queda determinado examinando su posición y relaciones dentro de una red semántica o si por el contrario el significado está localmente contenido en la unidad léxica. Esto conduce a dos enfoques diferentes de la semántica léxica. Otro tópico explorado es la relación de representación entre formas léxicas y conceptos. Finalmente debe señalarse que en semántica léxica resultan importantes las relaciones de sinonimia, antonimia, hiponimia e hiperonomia para analizar las cuestiones anteriores.

### Semántica tradicional
Las palabras son símbolos. Esto quiere decir que tienen como referente objetos del mundo, externos al lenguaje. Las palabras son un cierto tipo de representación cognitiva con las que convencionalmente se asocian los referentes. Tradicionalmente, en la relación entre una palabra (forma fonológica) y el mundo exterior es necesario estudiar tres aspectos:
- la expresión de la palabra
- el concepto con el que se asocia o significado.
- la cosa a la que se refiere o referente.

El referente de una palabra puede ser múltiple, debido a que en el mundo puede existir una gran cantidad de objetos denotados por la misma palabra. Sin embargo, el significado de la palabra es único.
El valor semántico de una palabra es el conjunto de objetos o situaciones a los que se puede referir, esto es, su ámbito referencial (que sería una clase de objetos, mientras que el significado sería la propiedad que comparten esos objetos, la idea o representación mental que se tiene de ellos).
Tradicionalmente, se ha considerado que los significados de las palabras son entidades conceptuales compuestas de otras entidades. Los conceptos en que se pueden dividir los significados se denominan semas o componentes semánticos. Los semas de un significado son las propiedades implicadas o evocadas por ese significado. Así pues, los significados son unidades complejas. A partir de los semas se ha tratado de definir un tipo de entidad más problemática llamada «semema».
El significado de una palabra es el concepto del que es portadora; cuando definimos su significado, precisamos las propiedades de ese concepto. El significado es definido de manera ligeramente diferente dentro de cada teoría semántica. Para algunas teorías sería una especie de abstracción sobre el conjunto de referencias evocadas por la palabra. Otras teorías han tratado de concertar el significado mediante la teoría de prototipos, o mediante agregados de rasgos semánticos o semas.
Los rasgos semánticos típicos de una clase son aquellas propiedades que son frecuentes en los objetos de esa clase y que marcan el mayor contraste con otras clases. Así, pues, el significado de las palabras no es un concepto que se refiera por igual a todos los objetos que se puedan nombrar con esa palabra, sino que caracteriza solo a los ejemplares típicos.
La concepción del significado de la palabra como una unidad que comprende tanto el pensamiento generalizado como el intercambio social, es de un valor incalculable para el estudio del pensamiento y el lenguaje; puesto que permite realizar el verdadero análisis causal-genético, el estudio sistemático de las relaciones entre el crecimiento de la capacidad de pensamiento del niño y su desarrollo social. Es por ello que los lingüistas modernos utilizan el fonema, “la unidad fonética indivisible más pequeña que afecta al significado” y es, por tanto, característica del habla humana, distinta de otros sonidos (Vygotsky, 1977; Bruner, 1998).

## El concepto y sus problemas de delimitación

### Problemas del uso de la palabra
- Ambigüedad de término por su uso polivalente y no siempre especializado.
- Distintas aproximaciones al problema:
  - Definición fonológica-ortográfica de palabra (definición tradicional de palabra): unidad fónica entre dos pausas delante y detrás cada una de ellas, que en la escritura se visualizan por medio de espacios en blanco.
  - Desdoblamiento de palabra en forma de palabras y expresión de palabras (referencia de los estructuralistas).
  - Abandono del término palabra en favor de ítem (referencia de la gramática generativa).
  - Uso del término neutro unidad léxica.

### Problemas de la definición fonológica-ortográfica
Hay problemas de aplicación a distintos casos de las lenguas naturales, la definición no se verifica en todas las lenguas naturales y también se encuentran problemas ortográficos que van en contra de esta definición tradicional.
- Existen idiomas que tienen una escritura continua, no espaciada, como es el caso del griego clásico y el latín.
- También por fluctuaciones en la escritura de algunas palabras compuestas (con unidades independientes o amalgamadas). Ejemplos:
  - Español: aguanieve o agua nieve, guardia civil o guardiacivil , así mismo o asimismo (actualmente se prefieren las palabras amalgamadas).
  - Italiano: perlomeno o per lo meno, vafanculo o va a fare in culo.
  - Inglés: land owners, land-owners o landowners.

En todas las lenguas nos encontramos con posibilidades diversas de escritura, con lo que la definición de palabra como una unidad entre dos espacios en blanco no abarca la mayoría de los casos y por lo tanto no puede mantenerse.
- Palabras que se pueden separar, como por ejemplo en alemán: el verbo einladen (invitar), wir laden Sie herzlich ein. ¿Es einladen  una palabra o dos?

### Problemas morfosintácticos
También tenemos problemas morfosintácticos de delimitación de la palabra:
- Hay unidades que exceden los límites de la palabra: las unidades pluriverbales. Estas son construcciones que contienen más de una palabra pero mantienen una unidad funcional y de significado. Sintácticamente se comportan como una única palabra y semánticamente su significado no se obtiene por la suma de significados parciales y remiten a un único referente de la realidad extralingüística. Ejemplos:
  - Español: "subió por la escalera de mármol" y "subió por la escalera de caracol". En el primer caso tenemos un sintagma preposicional donde el núcleo es "mármol". Tenemos un sintagma nominal en sintaxis libre que tiene un complemento que es un sintagma preposicional.Sin embargo, escalera de caracol no se constituye de la misma manera ya que es un tipo de escalera, ahí el sintagma preposicional no es un complemento del sintagma nominal. Así, "escalera de mármol" es un sintagma en sintaxis libre y "escalera de caracol" es un compuesto nominal que funciona como una unidad y tiene un significado único. "Escalera de caracol" sería todo una unidad, un único elemento. No se trata de una escalera que sea de un caracol o que esté hecha de caracol.
  - Francés tenemos pomme d’Adam y en inglés guinea pig.
- También existen unidades menores que la palabra, como morfemas o clíticos. Desde la definición que hemos visto sí que serían palabras (desde el punto de vista ortográfico al verlo por escrito). Son unidades que no son palabras desde el punto de vista morfosintáctico pero que se pueden ajustar a la definición ortográfica de palabra, lo que hace que su estatus resulte dudoso para los hablantes. Son unidades con apariencia de palabra pero que en realidad son unidades menores que una palabra.

### Problemas morfológicos
Nos encontramos con varios problemas que están ligados a la estructura visual o a la estructura fonológica. Pero hay más problemas que no se aprecian en la ortografía que dificultan la definición y delimitación de palabra. Por ejemplo, el desdoblamiento de la misma, teoría elaborada por John Lyons, del término palabra en forma de palabra (digamos, las palabras vistas en sus distintas formas, en plural, singular, caso, tiempo… lo que son las “palabras” tal y como pueden aparecer en un texto o conversación) y expresión de palabra (las palabras más como conceptos, como vienen en el diccionario, a modo de forma de cita que en vez de aparecer resistiré aparece resistir). En la identificación de unidades que consideramos palabras nos encontramos con otros problemas de orden, fundamentalmente, morfológico y semántico, los cuales dificultan la asignación al concepto palabra las variantes morfológicas:
- Flexión: ¿son estar, estamos, estuve, estuviera… palabras distintas o son la misma palabra? En las lenguas tenemos variantes morfológicas de las palabras que nos indican tiempo, persona, aspecto, género, número… Tendríamos que decidir si niño es una palabra y niña es otra palabra distinta.
- Derivación: cuando se parte de una palabra y se le añade algo para modificarla.
  - Derivación afectiva: casa, casita, casucha, casona… ¿son palabras distintas? En alemán tenemos entchen, en francés chaton o en ruso домчик. La derivación afectiva no varía el contenido semántico de la palabra, pero sí que varía algo el significado, ¿se considera o no como palabras iguales o distintas?
  - Otros procesos:
    - Truncamiento: se cortan las palabras, ejemplo: cole o boli.
    - Siglas: algunas son palabras ya, como la ONU o las ONG, y tienen tratamiento de palabra, pero otras se usan siempre como siglas, como BBC.
    - Acrónimos: chupóptero o docudrama, que se forman con el inicio y final de otras palabras. Teleñeco, ofimática…

### Problemas semánticos
Las diferencias existentes entre sintaxis libre, colocaciones y fraseología.
Problemas de polisemia y homonimia, por ejemplo: banco. Si vemos el banco de la calle y el banco del dinero, ¿Son una palabra con varios significados o son dos palabras homografas? Si se busca coca en la Real Academia Española, existen entradas distintas. Sin embargo, banco, solo viene como una con varios significados. Tenemos por un lado palabras de distinto origen que han confluido en la misma forma, y por otro, una palabra que ha ido variando su significado por su similitud.

## Propiedades básicas
Las palabras denotan objetos concretos y conceptos abstractos, expresan las  emociones humanas y la voluntad, nombran "categorías generales y abstractas de las relaciones del ser", etc. De este modo, la palabra actúa como unidad significativa básica del lenguaje. A partir de las palabras que actúan por separado o como componentes de giros fraseológicos, se forman oraciones con la ayuda de las reglas y leyes gramaticales, y luego texto como un todo estructural-comunicativo.
Teniendo en cuenta la complejidad y la multiplicidad de la estructura de las palabras, los investigadores modernos utilizan el llamado tipo de análisis multidimensional a la hora de caracterizarla, es decir, apuntan a la suma de las más diversas propiedades lingüísticas:
- Formalidad fonética y acento único (presencia del acento principal).
- Formalidad semántica (presencia de significado léxico, gramatical, estructural).
- Función nominativa (el nombre del fenómeno de la realidad y su representación en forma de significado léxico).
- Reproducibilidad (la palabra existe en la lengua como una unidad independiente y es reproducida por el hablante en el momento del habla, no se inventa de nuevo).
- Independencia sintáctica (capacidad de ser utilizado como un enunciado independiente; relativa libertad de disposición de las palabras en una frase).
- Organización lineal interna (una palabra está formada por morfemas).
- Impermeabilidad e indivisibilidad (la imposibilidad de romper la unidad por cualquier elemento). Excepciones: nadie - de nadie, etc.
- Conformabilidad total.
- Valencia semántica (capacidad de combinarse con otras palabras según ciertas leyes semánticas * gramaticales).
- Relación léxico-gramatical.
- Materialidad (la existencia de una palabra en una envoltura sonora/gráfica).
- Informatividad (el volumen de conocimiento sobre el fenómeno del mundo de la realidad).

## Terminología
- Los antónimos  son palabras de diferentes sonidos que expresan conceptos opuestos pero correlativos (grueso - delgado, pequeño - grande, lejano - cercano , etc.).
- Los literalismos  son un error al traducir de otro idioma, que consiste en que en lugar del significado de una palabra adecuada para un caso dado, se usa el significado principal o más famoso: cable - un cable (no solo un cable), cartón - una caja pequeña (no de cartón).
- Los hipónimos  son palabras con un significado más limitado que llaman a un objeto (propiedad, característica) como un elemento de una clase (conjunto): el término "perro" es un hipónimo en relación con el término "animal", y el término "bulldog", a su vez, es un hipónimo en relación con el término "perro".
- Los hiperónimos  son conceptos en relación con otros conceptos que expresan una esencia más general: el término "perro" es un hiperónimo en relación con el término "bulldog", y "bestia" es un hiperónimo en relación con el término "perro".
- Los cuasisinónimos son sinónimos imaginarios, los sinónimos parciales son palabras que tienen un significado cercano, pero no intercambiables en todos los contextos, a diferencia de los sinónimos, que deberían ser intercambiables en cualquier contexto: edificio - hogar, talento - genio.
- Los  homógrafos  son palabras y formas, de diferente significado, pero igualmente representadas por escrito. En la pronunciación, los homógrafos no suenan igual.
- La homonimia  es una coincidencia en el sonido de dos o más palabras que tienen diferentes significados.
- Los homónimos  son palabras que son iguales en sonido y ortografía, cuyos significados entendemos como completamente ajenos entre sí y no pueden deducirse entre sí. Los homónimos coinciden entre sí tanto en el sonido como en la escritura en todas (o en algunas) sus formas gramaticales inherentes. Hay homónimos completos: las palabras coinciden entre sí en todas las formas gramaticales; y también homónimos incompletos: las palabras coinciden entre sí solo en varias de sus formas gramaticales.
- Los homófonos  son palabras y formas de diferentes significados, que también se pronuncian de la misma manera, pero se representan de diferentes maneras en la escritura. Los homófonos pueden ser homónimos y homoforma.
- Las  homoformas  son palabras de la misma y diferente clase gramatical, que coinciden en sonido solo en formas separadas.
- Los parónimos son palabras con diferentes grafías que tienen una pronunciación muy cercana, pero aún no idéntica.
- Paronimia  es una coincidencia parcial de dos palabras fonéticas, no reducible a homonimia y la coincidencia de partes independientes de estas palabras.
- Los sinónimos son palabras que denotan el mismo fenómeno de la realidad (andar - caminar, terminar - acabar, etc.).

## Familia de palabras
Una familia de palabras es un conjunto de palabras que comparten la misma raíz, y constituyen, como su propio nombre indica, una familia de palabras, ya que presentan esa idéntica raíz, lo que explica los rasgos comunes en su significado.